# Paracelsism
Paracelsism var en naturfilosofisk strömning under 1500-talets senare del, som utgick från den schweiziske naturforskaren Paracelsus. Genom att betona värdet av experimentell forskning, bröt Paracelsus med den rådande medicinska traditionen, med skolastiken och den aristoteliska vetenskapen. En av paracelsismens främsta anhängare i Norden var den danske läkaren Peder Sørensen, livläkare åt regenterna Frederik II och Christian IV. Sørensen hade kommit i kontakt med paracelsismen vid vistelser i Wittenberg. Sørensen hävdade i skriften Idea medicinæ philosophicæ i enlighet med läran, att det existerade en överordnad princip för allt liv, och att det är genom denna kraft all utveckling sker. Denna kraft finns utbredd överallt i naturen, hävdade Sørensen, och all möjlighet till läkedom förverkligas genom denna högre princip.
Paracelsus var en föregångare i utvecklingen särskilt av den farmaceutiska och medicinska kemin. Inom paracelsismen blandades rationella medicinska överväganden med mystiska, spekulativa inslag. Han och hans efterföljare eftersträvade att grundlägga en ny sorts vetenskap, en syntes av filosofi och kristendom. Detta ansågs av förespråkarna kunna bana väg för era av världsfred och välstånd.